# Rhionaeschna galapagoensis
Rhionaeschna galapagoensis är en trollsländeart som först beskrevs av Philip J. Currie 1901.  Rhionaeschna galapagoensis ingår i släktet Rhionaeschna och familjen mosaiktrollsländor. IUCN kategoriserar arten globalt som starkt hotad. Inga underarter finns listade i Catalogue of Life.